# Сонитпур

Округа Ассама (10 — Сонитпур)

Сонитпур (ассам. শোণিতপুৰ; англ. Sonitpur) — округ в индийском штате Ассам. Административный центр — город Тезпур. Примыкает на севере к штату Аруначал-Прадеш. Площадь округа — 5324 км². По данным всеиндийской переписи 2001 года население округа составляло 1 681 513 человек. Уровень грамотности взрослого населения составлял 59 %, что примерно соответствовало среднеиндийскому уровню (59,5 %). Доля городского населения составляла 10,5 %.

## История
В VII—VIII веках вокруг Тезпура было образовано царство Камарупа.

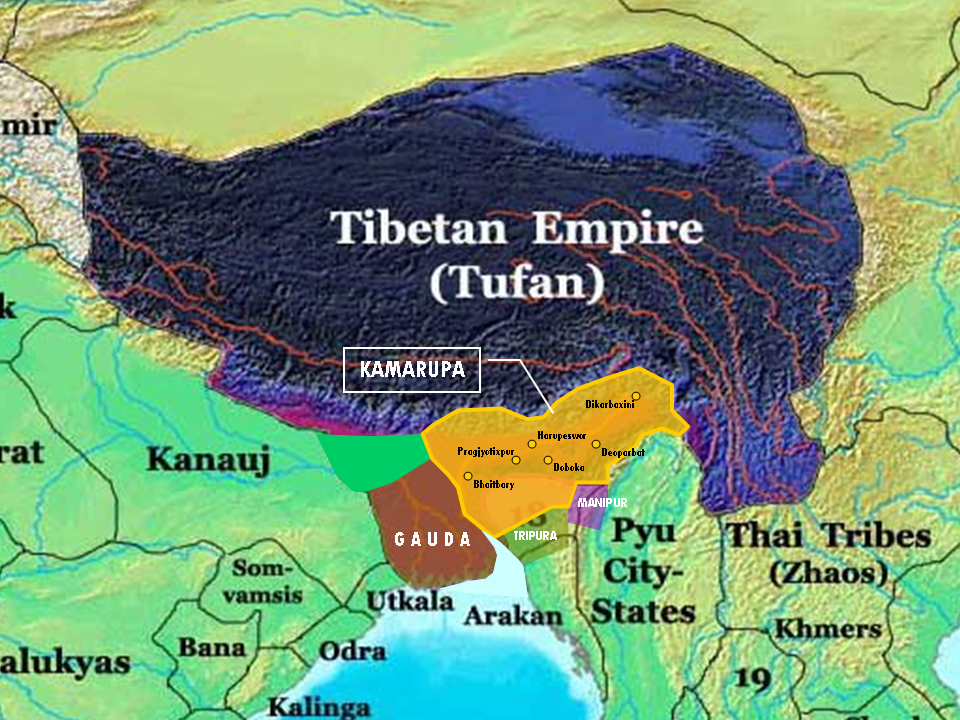
Царство Камарупа в VII-VIII веке